# Liste des premiers ministres de la province du Canada
Au sein du Canada-Uni, de l'Acte d'Union en 1840 jusqu'à la Confédération canadienne en 1867, la fonction de chef de gouvernement est exercée par deux personnes simultanément : l'une issue du Canada-Ouest et l'autre du Canada-Est. 
Officiellement, l'une porte le titre de premier ministre et l'autre de vice-premier ministre.

## Liste

### Légende
- Family Compact, Clique du Château
- Parti réformiste, Parti rouge
- Parti bleu, Parti libéral-conservateur
- Clear Grits, Parti libéral

| Premier ministre du Canada-Ouest | Premier ministre du Canada-Ouest | Premier ministre du Canada-Ouest                                                    | Premier ministre du Canada-Est                                                         | Premier ministre du Canada-Est                                                             | Premier ministre du Canada-Est                                                | Mandat            | Mandat            |
| -------------------------------- | -------------------------------- | ----------------------------------------------------------------------------------- | -------------------------------------------------------------------------------------- | ------------------------------------------------------------------------------------------ | ----------------------------------------------------------------------------- | ----------------- | ----------------- |
| 1 (1er mandat)                   |                                  | Vice-premier ministre (jusqu'en 1842) / Premier ministre William Draper (1801-1877) | 1                                                                                      |                                                                                            | Premier ministre Samuel Bealey Harrison (1802-1867)                           | 5 février 1841    | 12 janvier 1842   |
| 1 (1er mandat)                   | 2                                | Vice-premier ministre (jusqu'en 1842) / Premier ministre William Draper (1801-1877) |                                                                                        | Vice-premier ministre Charles Richard Ogden (1791-1866)                                    | 12 janvier 1842                                                               | 14 septembre 1842 |                   |
| 2                                |                                  | Vice-premier ministre Robert Baldwin2 (1804-1858)                                   | 3 (1er mandat)                                                                         |                                                                                            | Premier ministre Louis-Hippolyte La Fontaine2 (1807-1864)                     | 26 septembre 1842 | 27 novembre 1843  |
| [ 2 ]                            | [ 2 ]                            | [ 2 ]                                                                               | 4                                                                                      |                                                                                            | Premier ministre par interim Dominick Daly (1789-1868)                        | 27 novembre 1843  | 12 décembre 1843  |
| 1 (2e mandat)                    |                                  | Premier ministre William Draper (1801-1877)                                         | 5                                                                                      |                                                                                            | Vice-premier ministre Denis-Benjamin Viger (1774-1861)                        | 12 décembre 1843  | 17 juin 1846      |
| 1 (2e mandat)                    | 6                                | Premier ministre William Draper (1801-1877)                                         |                                                                                        | Vice-premier ministre Denis-Benjamin Papineau (1789-1854)                                  | 17 juin 1846                                                                  | 28 mai 1847       |                   |
| 3                                | 6                                |                                                                                     | Premier ministre Henry Sherwood (1807-1855)                                            | Vice-premier ministre Denis-Benjamin Papineau (1789-1854)                                  | 28 mai 1847                                                                   | 11 mars 1848      |                   |
| Gouvernement responsable         |                                  |                                                                                     |                                                                                        |                                                                                            |                                                                               |                   |                   |
| 4                                |                                  | Vice-premier ministre Robert Baldwin (1804-1858)                                    | 3 (2e mandat)                                                                          |                                                                                            | Premier ministre Louis-Hippolyte La Fontaine (1807-1864)                      | 11 mars 1848      | 28 octobre 1851   |
| 5                                |                                  | Premier ministre Francis Hincks (1807-1885)                                         | 7                                                                                      |                                                                                            | Vice-premier ministre Augustin-Norbert Morin (1803-1865)                      | 28 octobre 1851   | 11 septembre 1854 |
| 6                                |                                  | Premier ministre Allan Napier MacNab (1798-1862)                                    | 7                                                                                      | 11 septembre 1854                                                                          | Vice-premier ministre Augustin-Norbert Morin (1803-1865)                      | 27 janvier 1855   |                   |
| 6                                | 8 (1er mandat)                   | Premier ministre Allan Napier MacNab (1798-1862)                                    |                                                                                        | Vice-premier ministre (jusqu'en 1856) / Premier ministre Étienne-Paschal Taché (1795-1865) | 27 janvier 1855                                                               | 24 mai 1856       |                   |
| 7 (1er mandat)                   | 8 (1er mandat)                   |                                                                                     | Vice-premier ministre (jusqu'en 1857) / Premier ministre John A. Macdonald (1815-1891) | Vice-premier ministre (jusqu'en 1856) / Premier ministre Étienne-Paschal Taché (1795-1865) | 24 mai 1856                                                                   | 26 novembre 1857  |                   |
| 7 (1er mandat)                   | 9 (1er mandat)                   |                                                                                     | Vice-premier ministre (jusqu'en 1857) / Premier ministre John A. Macdonald (1815-1891) | Vice-premier ministre George-Étienne Cartier (1814-1873)                                   | 26 novembre 1857                                                              | 2 août 1858       |                   |
| 8                                |                                  | Premier ministre George Brown (1818-1880) Clear Grits                               | 10 (1er mandat)                                                                        |                                                                                            | Vice-premier ministre Antoine-Aimé Dorion (1818-1891) Parti rouge             | 2 août 1858       | 6 août 1858       |
| 7 (2e mandat)                    |                                  | Vice-premier ministre John A. Macdonald (1815-1891)                                 | 9 (2e mandat)                                                                          |                                                                                            | Premier ministre George-Étienne Cartier (1814-1873)                           | 6 août 1858       | 24 mai 1862       |
| 9                                |                                  | Premier ministre John Sandfield MacDonald (1812-1872) Parti libéral                 | 11                                                                                     |                                                                                            | Vice-premier ministre Louis-Victor Sicotte (1812-1889) Parti libéral          | 24 mai 1862       | 15 mai 1863       |
| 9                                | 10 (2e mandat)                   | Premier ministre John Sandfield MacDonald (1812-1872) Parti libéral                 |                                                                                        | Vice-premier ministre Antoine-Aimé Dorion (1818-1891) Parti libéral                        | 15 mai 1863                                                                   | 30 mai 1864       |                   |
| 7 (3e mandat)                    |                                  | Vice-premier ministre John A. Macdonald (1815-1891) Parti libéral-conservateur      | 8 (2e mandat)                                                                          |                                                                                            | Premier ministre Étienne-Paschal Taché (1795-1865) Parti libéral-conservateur | 30 mai 1864       | 30 juillet 1865   |
| 7 (3e mandat)                    | 12                               | Vice-premier ministre John A. Macdonald (1815-1891) Parti libéral-conservateur      |                                                                                        | Premier ministre Narcisse-Fortunat Belleau (1808-1894) Parti libéral-conservateur          | 30 juillet 1865                                                               | 30 juin 1867      |                   |